# 若さま侍捕物手帖
若さま侍捕物手帖（わかさまさむらいとりものてちょう）は城昌幸の小説シリーズ。城の代表作の1つで、1939年（昭和14年）に第1作が書かれて以来、昭和40年代までに300篇を越える作品が書かれている。日本の推理小説で「5大捕物帳」と呼ばれる作品群の1作とも評されている。

## あらすじ
柳橋米沢町、隅田川沿いの船宿・喜仙（きせん）の二階座敷で、看板娘・おいとを相手に、日がな一日、酒を呑んでは居続ける“若さま”と呼ばれる侍。きりりとした男前だが、名前も身分も一切不詳。その若さまが、天下一品の直感の鋭さで、御用聞き遠州屋小吉が持ち込む怪事件をたちどころに解決する、安楽椅子探偵スタイルの時代小説。

## 映画版

### 新東宝製作
- 「若さま侍捕物帖 謎の能面屋敷」（1950年） - 監督：中川信夫、出演：黒川弥太郎、鳥羽陽之助、河津清三郎、大河内伝次郎、香川京子ほか
- 「若さま侍捕物帖 呪いの人形師」（1951年） - 監督：中川信夫、出演：黒川弥太郎、鳥羽陽之助、田崎潤、香川京子、横山運平、江川宇礼雄ほか
- 「若さま侍捕物帖 江戸姿一番手柄」（1953年） - 監督：青柳信雄、出演：坂東鶴之助、嵯峨美智子、喜多川千鶴ほか
- 「若さま侍捕物帖 恐怖の折り鶴」（1953年） - 監督：並木鏡太郎、出演：坂東鶴之助、嵯峨美智子、南寿美子、江川宇礼雄、清川虹子ほか

### 東映製作
- 「若さま侍捕物手帖 地獄の皿屋敷」（1956年） - 監督：深田金之助、出演：大川橋蔵、星美智子、長谷川裕見子、横山エンタツほか
- 「若さま侍捕物手帖 べらんめえ活人剣」（1956年） - 監督：深田金之助、出演：大川橋蔵、星美智子、長谷川裕見子、横山エンタツほか
- 「若さま侍捕物帖 魔の死美人屋敷」（1956年） - 監督：深田金之助、出演：大川橋蔵、千原しのぶ、丘さとみ、星美智子、岡譲司、江原真二郎、山茶花究ほか
- 「若さま侍捕物帖 鮮血の晴着」（1957年） - 監督：小沢茂弘、出演：大川橋蔵、星美智子、星十郎、加藤嘉ほか
- 「若さま侍捕物帖 深夜の死美人」（1957年） - 監督：深田金之助、出演：大川橋蔵、星美智子、浦里はるみ、三笠博子ほか
- 「若さま侍捕物帖 鮮血の人魚」（1957年） - 監督：深田金之助、出演：大川橋蔵、星美智子、星十郎、千原しのぶ、岸井明、大川恵子、進藤英太郎ほか
- 「若さま侍捕物帖 紅鶴屋敷」（1958年） - 監督：沢島忠、出演：大川橋蔵、桜町弘子、花園ひろみ、月形龍之介ほか
- 「若さま侍捕物帖」（1960年） - 監督：佐々木康、出演：大川橋蔵、桜町弘子、三田佳子、花園ひろみ、千秋実、山形勲ほか
- 「若さま侍捕物帖 黒い椿」（1961年） - 監督：沢島忠、出演：大川橋蔵、丘さとみ、青山京子、千秋実、山形勲、田中春男、河野秋武、清川虹子ほか
- 「若さま侍捕物帖 お化粧蜘蛛」（1962年） - 監督：松田定次・松村昌治、出演：大川橋蔵、松方弘樹、桜町弘子、松島トモ子、佐久間良子、山形勲、佐藤慶、小桜京子、柳谷寛、左卜全ほか

## テレビドラマ版

### 『若さま侍捕物手帳』（関西テレビ、1959年）
1959年7月19日から、関西テレビ系で日曜20:30 - 21:00に放送された（関東地区は9月から同時刻→水曜22:00→月曜22:00で放送）。39話。主演・夏目俊二。提供は小西酒造で、『白雪劇場』の記念すべき第1作である。シナリオ陣の一人に藤本義一が名を連ねている。なお小西酒造は、後述の1973年版も提供する。
| フジテレビ 水曜22時台前半枠 【当番組よりKTV制作枠&ドラマ枠】 | フジテレビ 水曜22時台前半枠 【当番組よりKTV制作枠&ドラマ枠】 | フジテレビ 水曜22時台前半枠 【当番組よりKTV制作枠&ドラマ枠】 |
| 前番組                                                       | 番組名                                                       | 次番組                                                       |
| ------------------------------------------------------------ | ------------------------------------------------------------ | ------------------------------------------------------------ |
| 22:00-芸能スポット 22:10-天気予報 22:15-スポーツの話題       | 若さま侍捕物手帳 （1959年版） （1959.10 - 1960.4）           | 軍歌                                                         |
| フジテレビ 月曜22時台前半枠 【当番組よりKTV制作時代劇枠】    |                                                              |                                                              |
| 戦争                                                         | 若さま侍捕物手帳 （1959年版） （1960.6）                     | 風の武士                                                     |
| 関西テレビ制作・フジテレビ系列 白雪劇場                      |                                                              |                                                              |
| （なし）                                                     | 若さま侍捕物手帳 （1959年版）                                | 風の武士                                                     |

### 『若さま侍捕物帖』（日本テレビ、1967年）
1967年1月12日から1967年5月25日まで、日本テレビ系で毎週木曜20:00 - 20:56に放送された。17話。主演・六代目 市川新之助。本作終了後、同じスタッフ、主演で『遠山の金さん』が制作され、引き続き放送されている。
ネット局は前番組『遊撃戦』のネット体制を引き継ぎ、放送時間は日本テレビ（NTV）と読売テレビ（ytv）のみ木曜 20:00 - 20:56、その他の局は水曜 20:00 - 20:56で制作局のNTVより1日先行しての放送だったが、NTVとytv以外の局は全て第13話（1967年4月5日、NTVとytvでの放送日は1967年4月6日）の『いれずみ侍』を以って放送を打ち切り、『お笑いカラー寄席』の同時ネットに切り替えた。
- 主題歌「花のお江戸の若さま侍」（作詞：佐伯孝夫、作曲：吉田正、唄：橋幸夫）

| 日本テレビ系 木曜20時枠 | 日本テレビ系 木曜20時枠     | 日本テレビ系 木曜20時枠             |
| 前番組                  | 番組名                      | 次番組                              |
| ----------------------- | --------------------------- | ----------------------------------- |
| 遊撃戦                  | 若さま侍捕物帖 （1967年版） | 遠山の金さん （六代目市川新之助版） |

### 『若さま侍捕物手帖』（関西テレビ、1973年）
関西テレビ制作、フジテレビ系列にて1973年5月6日から9月30日まで毎週日曜21:30 - 22:25に放送された小西酒造一社提供のテレビドラマである。主演・林与一。なお、後番組の『白雪劇場』からは日曜21:00（関西テレビ制作日曜夜9時枠）に移動し、2007年1月14日の『発掘!あるある大事典II』まで続くことになる。

#### キャスト
- 林与一（若さま）
- 中村竹弥（岡っ引き・小吉）
- 北原ひろみ（小吉の娘：おいと）
- 園まり（お園）
- 松山政路（柴木主膳）
- 平田昭彦（佐々島俊蔵）
- 岸部シロー（四郎吉）
- 横山道代（お蝶）
- 玉川良一（鍵屋の重造）

#### スタッフ
- 原作：城昌幸
- 脚本：城昌幸、岬騒七、小滝光郎、生田直親、池田一朗、布勢博一、吉岡昭三、辻久一 ほか
- 演出：栢原幹

#### サブタイトル
| 各話   | 放送日         | サブタイトル                 | 脚本     | ゲスト                                                                                    |
| ------ | -------------- | ---------------------------- | -------- | ----------------------------------------------------------------------------------------- |
| 第1話  | 1973年 5月6日  | 阿弥陀像が笑ったぜ           | 城昌幸   | 柏木由紀子                                                                                |
| 第2話  | 1973年 5月13日 | 獄門首が花を見た             |          | 勇み駒の伊三次：工藤堅太郎、おまさ：珠めぐみ                                              |
| 第3話  | 1973年 5月20日 | 幽霊がいっぱい               |          | お艶：室生美紗子、忠五郎：山田吾一、七之助：立原博、 伝三郎：葉桐次裕、お美代：桐生かほる |
| 第4話  | 1973年 5月27日 | 花嫁が消えちゃった           |          | 河合主膳：小瀬格、おいね：桜むつ子、 仙吉：林啓二、お鈴：加藤真知子                       |
| 第5話  | 1973年 6月4日  | 父娘の情が囮になった         |          | 長次郎：戸浦六宏                                                                          |
| 第6話  | 1973年 6月11日 | 江戸はガラクタの花盛り       |          | 弥右衛門：北沢彪、志津：早瀬久美、 市村：多々良純、大槻玄蕃：川合伸旺                     |
| 第7話  | 1973年 6月18日 | 本所深川狸ばやし             |          | 光玄：桑山正一、いよ：三好美智子、伊介：真家宏満                                          |
| 第8話  | 1973年 6月25日 | 細腕の殺し屋                 |          | 呂八：谷啓、小りん：二本柳敏恵、茂吉：鳥塚しげき、 越前屋：柳永二郎、蔦屋：浮田左武郎     |
| 第9話  | 1973年 7月1日  | 俺達(おいら)の歌声聞いたかい |          | 信太郎：峰岸隆之介、慶次：頭師佳孝、 お光：西崎緑、染香：小林夕岐子                       |
| 第10話 | 1973年 7月8日  | ダイヤモンドは生命奪り       |          | 小百合：司美智子、出羽守：犬塚弘、 お神楽の安：小松政夫、山岡帯刀：十朱久雄、田浦正巳     |
| 第11話 | 1973年 7月15日 | 十手の鬼がゆく               | 生田直親 | 加代：葉山葉子                                                                            |
| 第12話 | 1973年 7月22日 | 小鳥の消えた甲州路           | 池田一朗 | 織江：高田美和、直太郎：柴田侊彦、 出羽守：夏川大二郎、又四郎：吉田潔                     |
| 第13話 | 1973年 7月29日 | 消される女                   | 布勢博一 | 藩主・岡部：山本耕一、伊平：矢野間啓治、頭師孝雄                                          |
| 第14話 | 1973年 8月5日  | 嘘つき長屋                   | 吉岡昭三 | 鬼源：ハナ肇、六三郎：人見きよし、お君：桂木美加、八公：安田伸                            |
| 第15話 | 1973年 8月12日 | あの世からの落し物           |          | 河内山宗俊：植木等、おとせ：高毬子、源次郎：清川新吾                                      |
| 第16話 | 1973年 8月19日 | 江戸は恋風つむじ風           | 小滝光郎 | 敷島屋市兵衛：武藤英司、芳太郎：左とん平、お花：田中真規子                                |
| 第17話 | 1973年 8月26日 | 生きていた男                 | 布勢博一 | 菊：青柳三枝子、河内左近：夏八木勲、佐久間主税：村井国夫                                  |
| 第18話 | 1973年 9月2日  | 地獄に浮かんだ弁天首         | 岬騒七   | 半蔵：森次晃嗣、おちか：青木一子                                                          |
| 第19話 | 1973年 9月9日  | 怨霊寺の決闘                 | 辻久一   | 三十郎：草薙幸二郎、喜之助：林啓二、 お千代：小堀ふみ江、お清：藤江リカ、逗子とんぼ       |
| 第20話 | 1973年 9月16日 | 大江戸の黒い霧               | 小滝光郎 | お栄：戸部夕子、相模屋：織本順吉                                                          |
| 第21話 | 1973年 9月23日 | 宝刀の首吊り                 | 岬騒七   | 七生：甲にしき、結城伊織：砂塚秀夫                                                        |
| 第22話 | 1973年 9月30日 | 三つの謎の饗宴               | 岬騒七   | 喜平太：内田良平、村次：原万平、平戸屋：大町章二郎                                        |

| 関西テレビ制作・フジテレビ系列 白雪劇場            | 関西テレビ制作・フジテレビ系列 白雪劇場                                                   | 関西テレビ制作・フジテレビ系列 白雪劇場                                                |
| 前番組                                             | 番組名                                                                                    | 次番組                                                                                 |
| -------------------------------------------------- | ----------------------------------------------------------------------------------------- | -------------------------------------------------------------------------------------- |
| 川端康成名作シリーズ                               | 若さま侍捕物手帖 （1973年版）                                                             | 大久保彦左衛門 （21:00 - 21:55）                                                       |
| 関西テレビ制作・フジテレビ系列 日曜21:30 - 21:55枠 |                                                                                           |                                                                                        |
| 川端康成名作シリーズ （21:30 - 22:25）             | 若さま侍捕物手帖 （1973年版）                                                             | 白雪劇場 大久保彦左衛門 （21:00 - 21:55）                                              |
| フジテレビ 日曜21:55 - 22:00枠                     |                                                                                           |                                                                                        |
| 川端康成名作シリーズ （21:30 - 22:25）             | 若さま侍捕物手帖 （1973年版） 【当番組まで関西テレビ制作枠】 【当番組までネットセールス】 | スターはつらつ 【1時間繰り上げ】 【ここからフジテレビ制作枠】 【ここから関東ローカル】 |
| フジテレビ系列 日曜22:00 - 22:25枠                 |                                                                                           |                                                                                        |
| 川端康成名作シリーズ （21:30 - 22:25）             | 若さま侍捕物手帖 （1973年版） 【当番組まで関西テレビ制作枠】                              | ラブラブショー （22:00 - 22:30） 【1時間繰り下げ】 【ここからフジテレビ制作枠】        |

### 『若さま侍捕物帳』（テレビ朝日 / 国際放映 / 前進座、1978年）
主演：田村正和

### 『若さま侍捕物帖 陰謀渦巻く江戸城大奥の秘密』（1991年1月2日、東映・テレビ朝日）
1991年1月2日に痛快娯楽時代劇スペシャルとして放映された。東映・ANB製作

#### 主なキャスト
- 東山紀之（若さま/徳川治長）
- 松方弘樹（長兵衛）
- 西村知美（おいと）
- 酒井法子（勝姫）
- 佐久間良子
- 池上季実子
- 梶芽衣子
- 斉藤慶子
- 中村繁之
- 内海光司（当時 光GENJI）
- 前田耕陽（当時 男闘呼組）
- 古川栄司
- 佐藤敦啓（当時 光GENJI）
- 柳沢慎吾
- 中居正広（当時 SMAP）
- 中条きよし
- 若山富三郎
- 丹波哲郎
- 萬屋錦之介

#### スタッフ
- 原作：城昌幸
- 脚本：佐藤繁子、鈴木則文
- 監督：吉川一義